# Setoctena piperitella
Setoctena piperitella är en fjärilsart som beskrevs av Embrik Strand 1909. Setoctena piperitella ingår i släktet Setoctena och familjen trågspinnare. Inga underarter finns listade i Catalogue of Life.